# Estação San Antonio (Metrô da Cidade do México)
A Estação San Antonio é uma das estações do Metrô da Cidade do México, situada na Cidade do México, entre a Estação San Pedro de los Pinos e a Estação Mixcoac. Administrada pelo Sistema de Transporte Colectivo, faz parte da Linha 7.
Foi inaugurada em 19 de dezembro de 1985. Localiza-se no cruzamento da Avenida Revolución com o Eixo 6 Sur e o Eixo 5 Sur. Atende o bairro Nonoalco, situado na demarcação territorial de Benito Juárez. A estação registrou um movimento de 5.597.161 passageiros em 2016.